# Pasar Ambacang
Pasar Ambacang is een bestuurslaag in het regentschap Padang van de provincie West-Sumatra, Indonesië. Pasar Ambacang telt 16.025 inwoners (volkstelling 2010).